# جکسون فلتس (ویرجینیای غربی)
جکسون فلتس (به انگلیسی: Jackson Flats) یک منطقهٔ مسکونی در ایالات متحده آمریکا است که در ویرجینیای غربی واقع شده‌است. جکسون فلتس ۷۰۲٫۸۸ متر بالاتر از سطح دریا واقع شده‌است.